# Nicolae Dică
Nicolae Constantin Dică (Pitești, 9 mei 1980) is een Roemeense ex-voetballer.

## Clubcarrière
Dică begon zijn loopbaan als aanvallende middenvelder in 1998 bij Dacia Pitești. Hierna speelde hij achtereenvolgens voor FC Argeș Pitești, Steaua Boekarest, Calcio Catania, Iraklis Saloniki, CFR Cluj en Manisaspor. Sinds 2011 speelt hij weer voor Steaua Boekarest.

## Interlandcarrière
Hij speelde sinds 2003 32 keer voor Roemenië waarin hij negen maal scoorde. Daarnaast maakte hij deel uit van de selectie voor Euro 2008. Hij maakte zijn debuut voor de nationale ploeg op 11 oktober 2003 in de vriendschappelijke wedstrijd tegen Japan.

## Erelijst
| Steaua Boekarest - Roemeens landskampioen 2005 en 2006 - Roemeense Supercup 2006 - Roemeens voetballer van het jaar 2006 - Roemeense beker 2011 |  | CFR Cluj - Roemeens landskampioen 2010 - Roemeense beker 2010 |